# Tino Rossi
Tino Rossi, nome d'arte di Constantin Rossi (Ajaccio, 29 aprile 1907 – Neuilly-sur-Seine, 27 settembre 1983), è stato un cantante e attore francese.

## Biografia

### Primi anni
Tino Rossi nacque in 43 rue Fesch ad Aiaccio. Suo padre Laurent era sarto. Nella sua giovinezza, a Tino i suoi genitori regalarono una chitarra; egli cominciò quindi a comporre alcune canzoni, che suonerà poi in qualche locale di Aiaccio per racimolare qualche soldo. Decise di partire per Marsiglia, dove fece lavori umili in un ristorante e nel frattempo seguì gli spettacoli dei cabaret della Costa Azzurra, talvolta cantando qualche canzone nota.
Negli anni 1930 partì per Parigi, dove si fece una buona reputazione, che gli permise di lavorare per la celebre casa discografica Columbia, a fianco anche di grandi artisti come Lucienne Boyer, Damia, Pills et Tabet, Mireille Hartuch, Jean Sablon, e conobbe la miliardaria eccentrica la Môme Moineau.
Oltre che in francese, Rossi cantava in corso e in italiano.

### Il successo
Le sue romantiche ballate ebbero presa sul pubblico femminile; egli pubblicò delle canzoni con i testi di Jules Massenet (1842-1912), Reynaldo Hahn (1875-1947) ed altri. Tino diventa un latin lover, come verrà chiamato qualche anno dopo, sulla stampa scandalistica.
Tino Rossi ebbe successo anche grazie al suo paroliere Vincent Scotto (1876-1952) che gli scrisse i suoi primi successi, la loro collaborazione durò molti anni.
Per registrare il suo primo disco, chiese 5 franchi a sua madre, una cifra alta per l'epoca (come farà anni dopo Elvis Presley): un grande investimento per il futuro. Uno dei suoi primi stipendi fu di 500 franchi a settimana all'Alcazar di Marsiglia nel 1933.
Nel 1944, al momento dell'epurazione, e per aver continuato a cantare durante la guerra (all'epoca si cantava anche per i prigionieri), passò qualche giorno nel carcere di Fresnes, presso Parigi ma fu poi liberato ricevendo le scuse del governo francese.
Dopo un primo matrimonio negli anni trenta (da cui nacque la figlia Pierrette) e una relazione con l'attrice Mireille Balin, sposò nel 1947 Lilia Vetti, una giovane danzatrice che aveva incontrato durante le riprese di un film.

### Tino: il mito
Interprete nel 1939, alla vigilia dell'occupazione di Parigi, da parte della Germania nazista, di una versione in lingua francese di Tristesse, romanza tratta dallo Studio Op. 10 n. 3 di Fryderyk Chopin, Rossi ha registrato in carriera più di mille canzoni vendendo in tutto il mondo 300 milioni di dischi, una cifra che ne fa l'artista francese che ha venduto il maggior numero di dischi di tutti i tempi.
Partecipò a diverse trasmissioni televisive e fu un fervente cattolico. In seguito cercò di tenersi sempre lontano dai riflettori, difendendo la sua vita privata. Fu un idolo per i giovani del suo tempo, registrò 100 dischi in circa 50 anni di carriera. Fu anche un discreto attore e girò 25 films, il più importante dei quali Si Versailles m'était conté..., del 1954 diretto da Sacha Guitry.
Nel 1982 Tino Rossi venne nominato Commendatore della Legion d'onore dal Presidente François Mitterrand, per il suo contributo alla diffusione della cultura francese. Lo stesso anno si esibì per l'ultima volta al Casino de Paris.
Tino, ricordato dagli abitanti di Aiaccio con l'appellativo di "Tintin", è morto a 76 anni a causa di un cancro del pancreas. Le sue spoglie mortali sono state tumulate nella città natale.

## Filmografia
- 1934: La Cinquième empreinte
- 1934: L'Affaire Coquelet
- 1934: Adémaï au Moyen-Âge
- 1934: Les nuits moscovites
- 1935: Vogue, mon cœur
- 1935: "Marseille" (Lungometraggio su un concerto di Tino Rossi)
- 1935: Justin de Marseille
- 1936: Marinella
- 1936: Au son des guitares
- 1937: Lumières de Paris
- 1938: Naples au baiser de feu
- 1942: Fièvres
- 1943: Le soleil a toujours raison
- 1943: Le chant de l'exilé
- 1943: Mon amour est près de toi
- 1944: L'île d'amour
- 1946: Sérénade aux nuages
- 1946: Le Gardian
- 1946: Destins
- 1947: Le chanteur inconnu
- 1948: La belle meunière
- 1949: Deux amours
- 1949: Marlène
- 1950: Envoi de fleurs
- 1952: Au pays du soleil
- 1952: Son dernier Noël
- 1954: Si Versailles m'était conté...
- 1954: Tourments
- 1970: "Une drôle de bourrique"

## Operette, parodie e commedie musicali
- 1934: Parade de France
- 1936: Tout Paris chante
- 1955: Mediterranee di Francis Lopez (Théâtre du Châtelet)
- 1957: Naples au baiser de feu
- 1963: Le temps des guitares
- 1969: Le marchand de soleil
- 1981-1982: Cinquante ans d'amour

## Discografia
- 1932: Venise et Bretagne/Noël en Mer (Columbia, DF 1645)